# El rescate real de Dora
Dora's Royal Rescue ("El rescate real de Dora" en Latinoamérica) es el episodio N° 11 de la séptima temporada de la serie animada de Nickelodeon, Dora, la exploradora. Este es un episodio especial de 60 minutos correspondiente al episodio 151 de la serie. El episodio se estrenó en Estados Unidos y en Latinoamérica a través de las pantallas de Nick Jr. el 5 de noviembre de 2012 a la 1:00 p. m.. 

## Argumento
El episodio comienza cuando Dora, Botas y sus amigos juegan a ser caballeros. Aparece Rocinante, quien viene corriendo para pedirle ayuda e intentar convertir a Dora en un caballero, pero Botas le pregunta si no es uno de ellos y la vuelve a convertir en un caballero, además, Rocinante recuerda que fue él quien escapó de la pelea de Don Quijote cuando Malambruno lo capturó y no lo dejaba salir. Dora necesitaba acompañar a Rocinante a salvar a Don Quijote, pero le dijo a Botas que si quería embarcarse en una noble aventura, tendría que buscar a su asno, Rucio. Junto con el caballero y el escudero, Rocinante y Rucio se dirigen a la cueva. Allí, y durante el recorrido, encuentran a un coyote persiguiendo a la gansa diciéndole que quería llevarse los huevos. Mientras tanto, encuentran a Zorro, diciéndole que quiere leer un libro, pero Dora lo convence de dárselo. Todos entran allí, a la cueva de la araña, escuchándola reír desde el suelo de abajo. En el interior de la cueva, había un gran precipicio, pero Rocinante estaba asustado y no quería caerse, y Dora saca la cuerda de su mochila para bajar las rocas sin lastimarse.
Una araña estaba haciéndola reír y les dice a Dora, Botas, Rocinante y Rucio que los acompañaba a bailar con ella para llegar a la salida. Dora le dijo a Rocinante que debería calmarse y bailar con la araña. Uno de los caballos viene con Dora y el otro con Botas a los molinos de viento. Además, encuentran a Malambruno, diciéndole que les quitará los libros si no le enseñan a leer. Malambruno les lanza un hechizo a los molinos y les dice que se los lleve. Dora encuentra en el bolsillo de Rocinante un libro sobre los molinos y le explica cómo detenerlos. 
Dora, al embarcarse en una noble aventura de caballero, le dice a Botas y a su asno Rucio que los ayudarán a soplar y que si los regresaban a su lugar, todo lo que tendrían que hacer sería romper el hechizo. Dora, Botas, Rocinante y Rucio llegaron al portón donde les pedían ayuda para quitarle el seguro al candado y abrirle la puerta. Dora no se había dado cuenta de que dentro del portón había que seguir los números. Malambruno había cerrado la puerta con su hechizo, pero Botas señaló que para abrirla, deberían encontrar los números que van después del 2. Dora la abre a tiempo, y se dirigen al bosque noble. Dora, Botas, Rocinante y Rucio estaban a punto de llegar al castillo a rescatar a Don Quijote, Malambruno les dijo a Dora, Botas y Rucio que le quitarían los libros a Rocinante, y cuando fue a buscarlo, el hechicero le dijo que debería quitárselos y apoderarse de los demás. Además le mencionó que sin ellos, el bosque noble desaparecería por completo. El bosque noble desapareció y comenzó a abandonar a Dora y a Rocinante, quienes desesperadamente pedían ayuda e intentaban dirigirse al castillo. El escudero Botas le dijo al caballero Dora que tampoco se había dado cuenta de que Malambruno le había los libros a Rocinante. El bosque desapareció cuando les quitó los libros, pero Dora le dijo que reaparecerá si crean uno nuevo.
Todos sacaron las hojas y las crayolas de su mochila y empezaron a dibujar y a escribir las escenas. Dora le dijo a Botas que cuando llegaron a la cueva Rocinante le temía mucho a la araña porque había bailado con ella y se había calmado. En ese momento, Botas también les dice que Malambruno les lanzaba un hechizo a los molinos de viento para que se llevaran los libros, pero los soplaron. Dora le dice a Rocinante que llegaban al portón, pero Malambruno había cerrado el candado de la puerta y no los dejaba pasar y por último, les mencionó que Malambruno venía a quitarles los libros y desapareció el bosque noble y reaparece. Dora, Botas, Rocinante y Rucio llegan al castillo de Don Quijote. Cuando acuden, el caballero Dora y el escudero Botas encuentran a las paredes parlantes, diciéndoles que Don Quijote estaba en la biblioteca. Ambos se dirigieron al piso de arriba. Llegaron a la biblioteca donde rescataron a Don Quijote y este les dijo que deberían detener a Malambruno para enseñarle a leer los libros, y Dora le mencionaba que si no llegaba a confiar en ella y si retiraba del castillo, haría desaparecer los libros de la biblioteca para siempre. Le había dicho que si quería confiar en ella, debería retirarse y enseñarle a Malambruno a leer, por último Don Quijote sale del castillo y recupera a su caballo Rocinante. Dora sonríe al ver que Don Quijote y Rocinante estaban juntos de nuevo y cuando llegaron al castillo, venían Benny, el toro, Zorro, Isa, la iguana y Tico, la ardilla a decirle que Malambruno se llevaba los libros y lanzaba un hechizo para apoderarse de los demás y desde ahí se podían escuchar los gritos que provenían de la voz de Benny. En ese momento, Dora les dice que los recuperarán y al descubrir que tenía los libros que se llevó, encontró la varita que había encontrado en el bolsillo y comenzó a hacerlos desaparecer. 
Don Quijote dijo que haría desaparecer los libros, pero Malambruno viene a platicar con Dora para preguntarle si tiene un libro y por qué, respondiéndole que hizo uno con los papeles y las hojas que sacó de su mochila porque le gusta leer. Dora estaba a punto de hacer desaparecer la varita de Malambruno, y finalmente cuando se convirtió su varita en un libro, le dijo que le enseñaría a leer, pero Dora platica con él y le pregunta si no le gustan los libros y nunca les enseñó, pero Dora le dijo a Don Quijote que debería enseñarle a leer. Al final, Don Quijote les lee el cuento a sus amigos y así ellos, descubren que para tener un final feliz, Malambruno debería dejar de lanzar hechizos y enseñarles a leer. 
- Datos: Q16560784